# John Richter
John Fritz Richter (Filadelfia, 12 marzo 1937 – 1º marzo 1983) è stato un cestista statunitense, professionista nella NBA.

## Carriera
Venne selezionato dai Boston Celtics al primo giro del Draft NBA 1959 (6ª scelta assoluta).

## Palmarès
- Campionato NBA: 1

Boston Celtics: 1960